# Гилязитдинов, Джаудат Махмудович
Джаудат Махмудович Гилязитдинов (15 апреля 1930, деревня Арсланово, Башкирская АССР — 30 августа 2011, Уфа) — советский и российский социолог, философ, политолог. Доктор философских наук, профессор. Академик Академии социальных наук России (1997).

## Биография
Родился в 1930 году в деревне Арсланово Чишминского района Башкирской АССР.
В 1934 году семья переехала в Узбекистан. С 1937 по 1947 год обучался в средней школе, которую окончил с серебряной медалью.
Затем учился на историческом факультете Среднеазиатского государственного университета в Ташкенте (выпускник 1952 года). Трудовую деятельность связывает с преподаванием, наукой и общественной работой. С супругой вырастили двоих детей, воспитали двое внуков.

### Деятельность
Первое место работы — преподаватель и аспирант Ташкентского института инженеров ирригации и механизации сельского хозяйства, где проработал 16 лет.
С 1968 по 1975 год вел педагогическую и научную деятельность, в том числе учился в докторантуре Уфимского авиационного института (ныне Уфимский университет науки и технологий). Здесь создает социологическую лабораторию (1973 год), защищает докторскую диссертацию (1975 год), в 1976 году получает ученое звание профессора.
В 1977—1988 годах работал в Башкирском государственном педагогическом институте, где также создал и возглавил социологическую лабораторию при кафедре.
В Башкирском государственном университете (ныне Уфимский университет науки и технологий) начинает свою деятельность с 1988 г. сначала профессором кафедры философии, затем становится заведующим кафедрой экономики и социологии труда, а с 1991 г. заведует кафедрой социологии. С 2000 по 2006 гг. являлся руководителем кафедры прикладной и отраслевой социологии БашГУ (ныне Уфимский университет науки и технологий). Инициатор и активный участник открытия в университете приема на такие специальности, как «Социология» (1991 г.) и «Социальная работа» (1994 г.).
Является автором более 300 научных работ, в том числе 8 монографий, руководителем и разработчиком ряда проектов государственных программ, в том числе в ряде последних издан проспект концепции государственной программы «Социальные реформы в Республике Башкортостан» и государственной программы «План-прогноз социального развития Республики Башкортостан на 1998—2000 гг. и до 2005 года», одним из авторов и ответственным редактором которого являлся Д. М. Гилязитдинов (издан в 1998 г.).

## Заслуги
- Награждён серебряной медалью им. Питирима Сорокина за выдающийся вклад в развитие отечественной социологии и в связи с 50-летием создания первой социологической ассоциации и 40-летием учреждения Института социологии РАН (2008); дипломом Почетного члена Советской социологической ассоциации / Российского общества социологов за многолетнюю плодотворную работу в Советской социологической ассоциации и Российском обществе социологов и весомый вклад в развитие и пропаганду отечественной социологии (2008).[3].
- Лауреат премии Комсомола Башкирии (1986).

## Научные публикации
- Гилязитдинов Дж. М. Социокультурный потенциал Республики Башкортостан // Республика Башкортостан. доклад о развитии человеческого потенциала за 2008 г. / Под общ. ред. ВАлиахметова Р. М., Бурхановой Ф. Б., Хилажевой Г. Ф. — Уфа, Восточная печать, 2009.
- Гилязитдинов Дж. М. Трансформация российского общества и этнические процессы. Сборник избранных трудов к 75-летию со дня рождения. — Уфа: БашГУ, 2005.